# 2002 NY40
2002 NY40 är en asteroid som korsar Venus, Jordens och Mars omloppsbanor. Den upptäcktes den 14 juli 2002 av LINEAR projektet.
Den tillhör asteroidgruppen Apollo.